# ランバート・シムネル

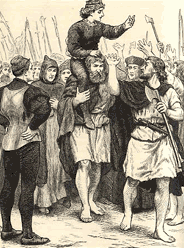
支持者たちの歓呼を受けるランバート・シムネル

ランバート・シムネル（Lambert Simnel, 1477年頃 - 1534年頃）は、少年時代にイングランドの王位を争わされた人物である。彼はパーキン・ウォーベックと並んで、15世紀の最後の10年の間にイングランドのヘンリー7世の統治（1485年 - 1509年）を脅やかした2人の反乱者の一人だった。

## 生涯

### 幼年時代
ランバート・シムネルは1477年頃に生まれた。両親の職業については、パン屋・商人・オルガン職人と資料によって諸説ある。10歳ぐらいの時に、オックスフォードで教育を受けたロジャー・サイモン（資料によっては「ロジャー」が「リチャード」に、「サイモン」が「シモンズ」になることもある）という司祭がシムネルの礼儀作法の家庭教師となった。シムネルは美少年の評判が高かったと言われる。そして、この時から既にサイモンは将来「キングメーカー」となる野望を抱いていたと言われる。

### 計画へ加担させられる
当時はテューダー朝初期で王権の定まっていない時期であったため、ヨーク朝の遺児を担ぎ出せば、王位の獲得も可能であると考えたサイモンは、まずシムネルをヨーク公リチャード（エドワード4世の息子でエドワード5世の弟）として公表する事を考えた。だが、ロンドン塔に収監されているウォリック伯エドワードが獄死したといううわさを聞いて、気が変わった。
なにしろ当時15歳になっていたヨーク公に成りすますよりは、当時12歳のウォリック伯の方が年回り的にも近いし、何と言ってもウォリック伯にはクラレンス公ジョージの息子としてリチャード3世から与えられた本物の「王位継承権」がある。サイモンはシムネルを「ウォリック伯エドワード」にする事にした。
サイモンはまず「ウォリック伯エドワードは実はロンドン塔を脱獄していた」といううわさを広め、シムネルの後見人になった。彼は旧ヨーク派から何がしかの援助を取り付けた。さらに彼はシムネルを、まだヨーク派の支持者がいたアイルランドに連れて行って、そしてアイルランド総督（Lord Deputy）だったキルデア伯に彼を紹介した。アイルランドの自治権を拡大するためにヘンリー7世に露骨に反抗してきたキルデア伯はこの作り話を支持し、テューダー朝を転覆させるためにイングランドを侵略する事をいとわなかった。こうして1487年5月24日に、シムネルはダブリンのクライストチャーチ大聖堂で「国王エドワード6世」として戴冠させられた。
また即位とは別に、キルデア伯はトーマス・ジェラルディンの指揮で、アイルランド兵からなるイングランド侵攻軍を集めた。これを聞いたヘンリー7世は、本物のウォリック伯エドワードはまだロンドン塔に収監されている事を知っていたので、1487年2月2日にシムネルが詐欺師である事を証明するために、人前で本当のエドワードを紹介した。また、さらにヘンリー7世は大規模な恩赦を発行した。この恩赦には過去にヘンリー7世に対して反逆した罪も含まれているが、その条件は「今後ヘンリー7世に従う事」というものであった。
リンカーン伯ジョン・ド・ラ・ポールは、前王リチャード3世の末期に後継者指名を受けた貴族だったが、ヘンリー7世に抵抗してフランドルに逃亡していた。ここでリンカーン伯はシムネル達に同調し、「ウォリック伯エドワードの脱出に自分も手を貸した」と主張した。さらに、同じく前年1486年に反逆に失敗してフランドルに逃亡していたフランシス・ラベル卿と合流した。この動きに対してリチャード3世の姉のマーガレット・オブ・ブルゴーニュは、2,000人のフランドル人の傭兵を集め、傭兵隊長マーティン・シュバルツの指揮下でアイルランドに送り込んだ。彼らは5月5日にアイルランドに到着した。実際に兵が動き出したと聞いたヘンリーも、軍を召集した。

### 末路
シムネルの軍勢（主にフランドル人とアイルランド人の兵）は1487年6月5日にイングランド（ランカシャーのファーネス地方にあるピール島）に上陸し、さらにイングランド人の兵が合流した。ただ、トーマス・ブロートンを例外として、地元貴族の多くは彼らに合流しなかった。彼らは6月16日のストーク・フィールドの戦いでヘンリー7世と激突し、敗北を喫した。
この敗北によって、キルデア伯は捕えられ、リンカーン伯とトーマス・ブロートン卿は殺された。また、ラベル卿は行方不明になった（ラベル卿に関しては、罪を逃れるために逃亡して隠れているといううわさも流れた）。サイモンは聖職者である事から処刑は免れたが、生涯を牢獄で過ごす事になる。
シムネル自身は（恐らく大人たちの操り人形に過ぎなかったという理由から）罪を許され、宮廷の厨房の仕事(スモークジャックを回す係)を与えられた。後に王室の鷹匠になり、1534年頃にこの世を去った。